# Дионисий Агатополски
Дионисий (на гръцки: Διονύσιος) е гръцки духовник, митрополит на Вселенската патриаршия от началото на XIX век.

## Биография
Дионисий служи като учител във Великата народна школа в Цариград. През февруари 1813 година е избран и по-късно ръкоположен за агатополски архиепископ. През май 1813 година архиепископията е издигната до митрополия и Дионисий получава титлата митрополит.
Умира в 1815 година.